# Skorpion karpacki
Skorpion karpacki (Euscorpius carpathicus) – gatunek skorpiona z rodziny Euscorpiidae. Po rewizji rodzaju zasięg tego gatunku został ograniczony do Rumunii. Hodowany w terrariach. Osiąga długość 27-40 mm. Żywi się owadami. Poluje nocą. Samica nosi młode na grzbiecie. Jad skorpiona karpackiego nie jest groźny dla życia ludzkiego, jednak w przypadku uczulenia na któryś z jego składników, może wystąpić wstrząs anafilaktyczny.